# Esperance (Choiseul)
Esperance es una localidad de Santa Lucía, que forma parte del distrito de Choiseul.